# Rusland op de Europese kampioenschappen atletiek 2010
Rusland werd door 105 atleten vertegenwoordigd op de Europese kampioenschappen atletiek 2010.

## Deelnemers
| Onderdeel            | Mannen                                                                                               | Vrouwen |
| -------------------- | --- | --- |
| 100m                 | Mikhail Idrisov                                                                                      | Anna Goerova Yuna Mekhti-Zade Yuliya Katsura                                                                     |
| 200m                 | | Aleksandra Fedoriva Joelia Tsjermosjanskaja Anastasia Kapatsjinskaja                                             |
| 400m                 | Vladimir Krasnov Maksim Dyldin Pavel Trenikhin                                                       | Ksenia Oestalova Tatjana Firova Antonina Krivosjapka                                                             |
| 800m                 | Yuriy Koldin                                                                                         | Maria Savinova Tatjana Andrianova Svetlana Kljoeka                                                               |
| 1500m                | | Anna Alminova Natalya Yevdokimova Oksana Zbrozhek                                                                |
| 5000m                | Aleksandr Orlov Yevgeniy Rybakov                                                                     | Maria Konovalova Jelizaveta Gretsjisjnikova Olga Golovkina                                                       |
| 10000m               | Pavel Shapovalov                                                                                     | Lilia Sjoboechova Inga Abitova Yelena Sokolova                                                                   |
| Marathon             | Yuriy Abramov Oleg Koelkov Dmitriy Safronov Aleksej Sokolov                                          | Magrarita Plaksina Tatyana Pushkaryova Silviya Skvortsova Irina Timofejeva Nailja Joelamanova Yevgeniya Danilova |
| 110/100m horden      | Yevgeniy Borisov Konstantin Shabanov                                                                 | Olga Samylova Tatyana Dektyaryova                                                                                |
| 400m horden          | Aleksandr Derevyagin Ildar Minshin                                                                   | Natalja Antjoech Jevgenia Isakova Natalya Ivanova                                                                |
| 3000m steeplechase   | Andrey Farnosov                                                                                      | Joelia Zaripova Lyubov Kharlamova Lyudmila Kuzmina                                                               |
| Hoogspringen         | Aleksandr Shustov Ivan Oechov Andrej Silnov Aleksey Dmitrik                                          | Svetlana Shkolina Irina Gordejeva                                                                                |
| Polsstokhoogspringen | Dmitiriy Starodubtsev Leonid Kivalov Aleksandr Gripich                                               | Svetlana Feofanova Joelia Goloebtsjikova                                                                         |
| Verspringen          | Pavel Shalin Dmitiry Plotnikov                                                                       | Ljoedmila Koltsjanova Tatjana Kotova Olga Kucherenko                                                             |
| Hink-stap-springen   | Yevgeniy Plotnir Lyukman Adams Ilya Yefremov                                                         | Nadezhda Alyokhina Alsu Murtazina Natalya Kutyakova                                                              |
| Kogelstoten          | | Anna Avdeyeva Olga Ivanova                                                                                       |
| Discuswerpen         | Bogdan Pishchalnikov                                                                                 | Natalja Sadova Svetlana Saykina                                                                                  |
| Hamerslingeren       | Igor Vinichenko                                                                                      | Tatjana Lysenko                                                                                                  |
| Speerwerpen          | Sergej Makarov                                                                                       | Maria Abakoemova                                                                                                 |
| Zevenkamp/Tienkamp   | Aleksej Drozdov Vasiliy Kharlamov Aleksandr Pogorelov                                                | Tatjana Tsjernova Yana Panteleyeva Marina Gocharova                                                              |
| 20 km snelwandelen   | Valeri Bortsjin Andrey Krivov Stanislav Yemelyanov                                                   | Anisya Kirdyapkina Vera Sokolova Olga Kaniskina                                                                  |
| 50 km snelwandelen   | Sergej Kirdjapkin Sergej Bakoelin Yuriy Andronov                                                     | |
| 4 x 100m             | Mikhail Idrisov Vyacheslav Kolesnichenko Ivan Teplykh Anton Olefir Roman Smirnov                     | Anna Gurova Yuna Mekhti-Zade Yuliya Katsura Aleksandra Fedoriva Joelia Goesjtsjina Joelia Tsjermosjanskaja       |
| 4 x 400m             | Vladimir Krasnov Maksim Dyldin Pavel Trenikhin Aleksey Aksyonov Sergey Petukhov Aleksandr Derevyagin | Ksenia Oestalova Tatjana Firova Antonina Krivosjapka Anastasia Kapatsjinskaja Natalja Nazarova Kseniya Zadorina  |

## Resultaten

### 100m vrouwen
- Anna Goerova
  - Reeksen: 11,42 (Q)
  - Halve finale: 8ste in 11,31 (q)
  - Finale: 6de in 11,36
- Yuna Mekhti-Zade
  - Reeksen: 11,52 (Q)
  - Halve finale: 1ste in 11,43 (NQ)
- Yuliya Katsura
  - Reeksen: 11,57 (NQ)

### 110m horden mannen
- Konstantin Shabanov
  - Reeksen: 15de in 13,73 (SB)

### 100m horden vrouwen
- Olga Samylova
  - Reeksen: 8ste in 13,06 (PB) (Q)
  - Halve finale: 10de in 13,08 (NQ)
- Tatyana Dektyaryova
  - Reeksen: 2de in 12,86 (Q)
  - Halve finale: 4de in 12,81 (Q)
  - Finale: 6de met 12,98

### 200m

#### Mannen
- Vyacheslav Kolesnichenko
  - Reeksen: 16de in 20,95 (PB) (q)
  - Halve finale: 1ste in 20,88 (PB) (NQ)

#### Vrouwen
- Aleksandra Fedoriva
  - Reeksen: 8ste in 23,47 (Q)
  - Halve finale: 1ste in 22,63 (Q)
  - Finale:  in 22,44
- Joelia Tsjermosjanskaja
  - Reeksen: 3de met 23,10 (Q)
  - Halve finale: 5de in 22,88 (Q)
  - Finale: 7de in 22,67 (SB)
- Anastasia Kapatsjinskaja
  - Reeksen: 1ste in 23,09 (Q)
  - Halve finale: 2de in 22,72(Q)
  - Finale: 4de met 22,47 (SB)

### 400m

#### Mannen
- Maksim Dyldin
  - Ronde 1: 46,21 (q)
  - Halve finale: 13de in 45,66 (SB)
- Vladimir Krasnov
  - Ronde 1: 46,07 (Q)
  - Halve finale: 12de in 45,64 (Q)
  - Finale: 4de in 45,24

#### Vrouwen
- Ksenia Oestalova
  - Reeksen: 1ste in 50,96 (Q)
  - Finale:  in 42,92 (PB)
- Tatjana Firova
  - Reeksen: 3de in 51,11 (Q)
  - Finale:  in 49,89 (EL)
- Antonina Krivosjapka
  - Reeksen: 4de in 51,52 (Q)
  - Finale:  in 50,10 (SB)

### 800m v

#### Mannen
- Yuriy Koldin
  - Reeksen: 19de in 1.50,64 (NQ)

#### Vrouwen
- Maria Savinova
  - Ronde 1: 1:59.71 (Q)
  - Finale:  in 1.58,22
- Tatjana Andrianova
  - Ronde 1: 2:01.23 (NQ)
- Svetlana Kljoeka
  - Ronde 1: 1:58.89 (SB) (Q)
  - Finale: 8ste in 2.00,15

### 20 km snelwandelen
Stanislav Emelyanov:  in 1:20.10

### 400 m horden

#### Mannen
- Aleksandr Derevyagin
  - Reeksen: 50,14 (Q)
  - Halve finale: 4de in 49,85 (SB) (Q)
  - Finale: 7de in 49,70m (SB)

#### Vrouwen
- Jevgenia Isakova
  - ronde 1: 55.64 (Q)
  - Halve finale: 6de in 54,81 (SB) (Q)
  - Finale: 6de in 54,59 (SB)
- Natalya Ivanova
  - ronde 1: 55.83 (Q)
  - halve finale: 8ste in 55,31 (SB) (q)
  - finale: 7de met 55,51
- Natalja Antjoech
  - ronde 1: 54.29 (Q)
  - halve finale:1ste in 54,28 (Q)
  - finale:  in 52,92 (CR) (EL)

### 1500m vrouwen
- Anna Alminova
  - Reeksen: 1ste in 4.04,14 (Q)
  - Finale: 6de in 4.02,24
- Natalya Yevdokimova
  - Reeksen: 16de in 4.08,08 (NQ)
- Oksana Zbrozhek
  - Reeksen: 4de in 4.05,18 (Q)
  - Finale: 9de in 4.04,91 (SB)

### 3000m steeple

#### Mannen
- Andrey Farnosov
  - Reeksen: 12de met 8.31,88 (q)
  - Finale: 11de in 8.37,52
- Ildar Minshin
  - Reeksen: 5de met 8.30,14 (Q)
  - Finale: 6de in 8.24,87

#### Vrouwen
- Joelia Zaripova
  - Reeksen: 9.46,40 (Q)
  - Finale:  in 9.17,57 (CR)
- Lyubov Kharlamova
  - Reeksen: 9.40,81 (Q)
  - Finale: 3de in 9.29,82 (SB)
- Lyudmila Kuzmina
  - Reeksen: 10.10,83 (NQ)

### 10000m

#### Mannen
- Pavel Shapovalov: 18de in 29:50.02

#### Vrouwen
- Lilia Sjoboechova: opgave
- Inga Abitova:  in 31.22,83
- Yelena Sokolova: 7de in 32.36,71

### 20km snelwandelen
- Anisya Kirdyapkina:  in 1:28.55
- Vera Sokolova:  in 1:29.32
- Olga Kaniskina  in 1:27.44 (SB)

### 50km snelwandelen
- Sergej Kirdjapkin: opgave
- Sergej Bakoelin:  in 3:43.26 (PB)
- Yuriy Andronov: 10de in 3:54.22 (SB)

### 4x100m

#### Mannen
- Reeksen: 6de in 39,27 (Q)

#### Vrouwen
- Reeksen: 1ste in 43,23 (Q)
- Finale: 4de in 42,91

### 4x400m

#### Mannen
- Reeksen: 3de in 3.04,20 (Q)

#### Vrouwen
- Reeksen: 1ste in 3.26,89 (Q)
- Finale:  in 3.21,26 (WL)

### Kogelstoten vrouwen
- Anna Avdeyva
  - Kwalificatie: 17,66m (Q)
  - Finale:  19,39m (SB)
- Olga Ivanova
  - Kwalificatie: 17,93m (Q)
  - Finale: 19,02m

### Hamerslingeren

#### Mannen
- Igor Vinichenko
  - Kwalificatie: 74,88m (q)
  - Finale: 8ste met 74,71m

#### Vrouwen
- Tatjana Lysenko
  - Finale:  met 75,65

### Verspringen

#### Mannen
- Pavel Shalin
  - Kwalificatie: 14de met 7,94m (NQ)
- Dmitiry Plotnikov:
  - Kwalificatie: 15de met 7,92m (NQ)

#### Vrouwen
- Ljoedmila Koltsjanova
  - Kwalificatie: 6,87m (Q)
  - Finale: 5de met 6,75m
- Tatyana Kodova
  - Kwalificatie: 6,48m (NQ)
- Olga Kucherenko
  - Kwalificatie: 6,65m (Q)
  - Finale:  met 6,84m

### Discuswerpen

#### Mannen
- Bogdan Pishchalnikov
  - Kwalificatie: 16de met 60,69m (NQ)

#### Vrouwen
- Natalja Sadova
  - Kwalificatie: 57,19m (q)
  - Finale: 4de in 61,20m
- Svetlana Saykina
  - Kwalificatie: 56,32m (q)
  - Finale: 10de met 56,09m

### Hoogspringen

#### Mannen
- Aleksandr Shustov
  - Kwalificatie: 2,26m (q)
  - Finale:  met 2,33m (=WL)
- Ivan Oechov
  - Kwalificatie: 2,26m (q)
  - Finale:  met 2,31m
- Aleksey Dmitrik
  - Kwalificatie: 2,26m (q)
  - Finale: 7de met 2,26m

#### Vrouwen
- Svetlana Shkolina
  - Kwalificatie: 1,92m (Q)
  - Finale: 4de in 1,97m
- Irina Gordejeva
  - Kwalificatie: 1,90m (NQ)

### Speerwerpen

#### Mannen
- Sergej Makarov
  - Kwalificatie: 12de met 76,69m (q)
  - Finale: 7de met 80,86m

#### Vrouwen
- Maria Abakoemova
  - Kwalificatie: 62,52m (Q)
  - Finale: 5de met 61,46m

### Hink-stap-springen

#### Mannen
- Yevgeniy Plotnir
  - Kwalificatie: 16,34m (NQ)
- Lyukman Adams
  - Kwalificatie: 16,86m (Q)
  - Finale: 6de met 16,78m
- Ilya Yefremov
  - Kwalificatie: geen geldige sprong

#### Vrouwen
- Nadezhda Alyokhina
  - Kwalificatie: 1ste met 14,93m (Q)
  - Finale: 4de met 14,45m
- Alsu Murtazina
  - Kwalificatie: 12de in 14,07m (SB) (q)
  - Finale: 12de met 13,65m
- Natalya Kutyakova
  - Kwalificatie: 19de met 13,94m (NQ)

### Polsstokhoogspringen

#### Mannen
- Dmitiriy Starodubtsev
  - Kwalificatie: 11de met 5,60m (q)
  - Finale: geen geldige sprong
- Leonid Kivalov
  - Kwalificatie: 21ste met 5,40m (NQ)
- Aleksandr Gripich
  - Kwalificatie: geen geldige sprong

#### Vrouwen
- Svetlana Feofanova
  - Finale:  met 4,75m (EL)
- Joelia Goloebtsjikova
  - Finale: 7de met 4,55m

### Marathon

#### Mannen
- Yuriy Abramov: opgave
- Oleg Kulkov: 15de in 2:22.24
- Dmitriy Safronov:  in 2:18.16
- Aleksej Sokolov: 9de in 2:20.49

#### Vrouwen
- Magrarita Plaksina: 29ste in 2:47.26
- Tatyana Pushkaryova: opgave
- Irina Timofejeva: 9de in 2:35.53
- Nailja Joelamanova:  in 2:32.15
- Yevgeniya Danilova: 28ste in 2:46.21

### Zevenkamp
- Tatjana Tsjernova
  - 100m horden: 13,73 (1017ptn)
  - Hoogspringen: 1,83m (SB) (1016ptn)
  - Kogelstoten: 13,82m (SB) (782ptn)
  - Verspringen: 6,42m (981ptn)
  - Speerwerpen: 50,22m (864ptn)
  - 800m: 2.15,45 (886ptn)
  - Eindklassement: 4de met 6512ptn

- Yana Panteleyeva
  - 100m horden: 14,29 (938ptn)
  - Hoogspringen: 1,80 (PB) (978ptn)
  - Kogelstoten: 13,85m (784ptn)
  - 200m: 25,34 (SB) (834ptn)
  - Verspringen:  6,23m (921ptn)
  - Speerwerpen: 41,67m (699ptn)
  - 800m:  2.15,69 (883ptn)
  - Eindklassement: 13de met 6059ptn

- Marina Gocharova
  - 100m horden: 14,04 (973ptn)
  - Hoogspringen: 1,83m (PB) (1016ptn)
  - Kogelstoten: 13,12m (735ptn)
  - 200m: 25,61 (832ptn)
  - Verspringen: 6,06m (868ptn)
  - Speerwerpen: 49,47m (850ptn)
  - 800m: 2.13,66 (912ptn)
  - Eindklassement: 8ste met 6186ptn (SB)

### Tienkamp
- Aleksej Drozdov
  - 100m: 11,16 (825ptn)
  - Verspringen: 7,35m (898ptn)
  - Kogelstoten: 15,89m (844ptn)
  - Hoogspringen: 2,07m (868ptn)
  - 400m: 50,88 (SB) 774ptn
  - 110m horden: 15,63 (775ptn)
  - Discuswerpen: 44,39m (754ptn)
  - Polsstokhoogspringen: 4,85m (SB) (865ptn)
  - Speerwerpen: 58,53m (716ptn)
  - 1500m: 4.40,46 (SB) (677ptn)
  - Eindklassement: 7de met 8027 ptn

- Vasiliy Kharlamov
  - 100m: 11,39 (776ptn)
  - Verspringen: 7,28m (881ptn)
  - Kogelstoten: 14,67m (769ptn)
  - Hoogspringen: 1,92m (731ptn)
  - 400m: 49,38 (SB) (843ptn)
  - 110m horden: 14,95 (SB) (856ptn)
  - Discuswerpen: 46,74m (803ptn)
  - Polsstokhoogspringen: 4,65m (804ptn)
  - Speerwerpen: 57,94m (707ptn)
  - 1500m: 4.40,96 (674ptn)
  - Eindklassement: 13de met 7844ptn

Albanië · Andorra · Armenië · Azerbeidzjan · België · Bosnië en Herzegovina · Bulgarije · Cyprus · Denemarken · Duitsland · Estland · Finland · Frankrijk · Georgië · Gibraltar · Griekenland · Groot-Brittannië · Hongarije · Ierland · IJsland · Israël · Italië · Kroatië · Letland · Liechtenstein · Litouwen · Luxemburg · Macedonië · Malta · Moldavië · Monaco · Montenegro · Nederland · Noorwegen · Oekraïne · Oostenrijk · Polen · Portugal · Roemenië · Rusland · San Marino · Servië · Slovenië · Slowakije · Spanje · Tsjechië · Turkije · Wit-Rusland · Zweden · Zwitserland